# Vladimir Etouch
Vladimir Abramovitch Etouch (en russe : Влади́мир Абра́мович Э́туш), né le 6 mai 1922 à Moscou et mort le 9 mars 2019 dans la même ville, est un acteur soviétique puis russe.
Artiste du peuple de l'URSS en 1984.

## Biographie

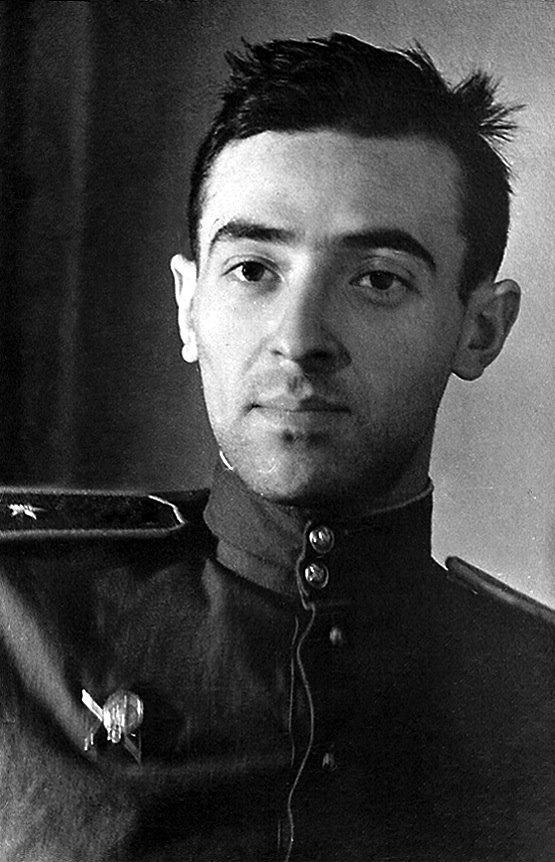
Vladimir Etouch dans l'Armée rouge en 1943.

Vladimir Etouch naît le 6 mai 1922 (selon les données officielles, en 1923) dans une famille juive. 
La Grande guerre patriotique éclate en 1941. Âgé de dix-neuf ans, Vladimir Etouch se porte volontaire pour le front, il est envoyé à l'école des traducteurs militaires de Stavropol-sur-Volga. Au front, il se retrouve dans un régiment de fusiliers et combat près de Rostov-sur-le-Don, dans les montagnes de Kabardie et d'Ossétie, il combat près de Malgobek, il participe ensuite à la libération du pays du Don et de l'Ukraine. En 1943, il avait le grade de lieutenant. Son dernier poste militaire était chef d'état-major adjoint du 581e régiment de tirailleurs de réserve.
Par ordre (décret) des unités et sous-unités de la 151e division d'infanterie du front sud no 027 / N du 19 septembre 1943, « pour des performances exemplaires des missions de combat du commandement à l'avant de la lutte contre les envahisseurs allemands et pour leur courage et leur courage », il a reçu l'Ordre de l'étoile rouge.
 
De retour à la vie civile, il s'inscrit à l'Institut d'art dramatique Boris Chtchoukine où il obtient son diplôme en 1945. Par la suite, Vladimir Etouch a été inclus dans la troupe du théâtre Vakhtangov.  
Parallèlement, il enseigne dans son alma mater. De 1987 à 2003, il en est le recteur puis occupe le poste nouvellement créé de directeur artistique de l'Institut d'art dramatique Boris Chtchoukine.  
Il commence à jouer au cinéma en 1953, avec le rôle de Seyd-Ali, dans le film historique Amiral  Ouchakov de Mikhail Romm. 
Il était un maître des rôles dramatiques et comiques. Les spectateurs se souviennent de ses magnifiques performances dans les comédies de Leonid Gaïdaï - le camarade Saakhov de la légendaire Prisonnière du Caucase (1966), l'ingénieur Andreï Bruns de l'adaptation cinématographique des Douze Chaises (1971) et le dentiste Anton Semenovitch Chpak d'Ivan Vassilievitch change de profession (1973).
Après la Prisonnière du Caucase, l'acteur devient héros national dans le Caucase et la Transcaucasie.

## Filmographie partielle
- 1955 : Le Taon (Овод) d'Aleksandr Faintsimmer : Cesare Martini
- 1964 : Prèsident (Председатель) de Alexeï Saltykov : Kaloïev
- 1967 : La Prisonnière du Caucase ou les Nouvelles Aventures de Chourik de Leonid Gaïdaï : camarade Saakhov
- 1968 : Solaris (Солярис) de Boris Nirenburg : Dr Snaut
- 1971 : Douze chaises (12 стульев) de Leonid Gaïdaï
- 1973 : Ivan Vassilievitch change de profession de Leonid Gaïdaï
- 1975 : Les Aventures de Bouratino (Приключения Буратино) de Leonid Netchaïev

## Distinctions
- Ordre de l'Étoile rouge - 1943

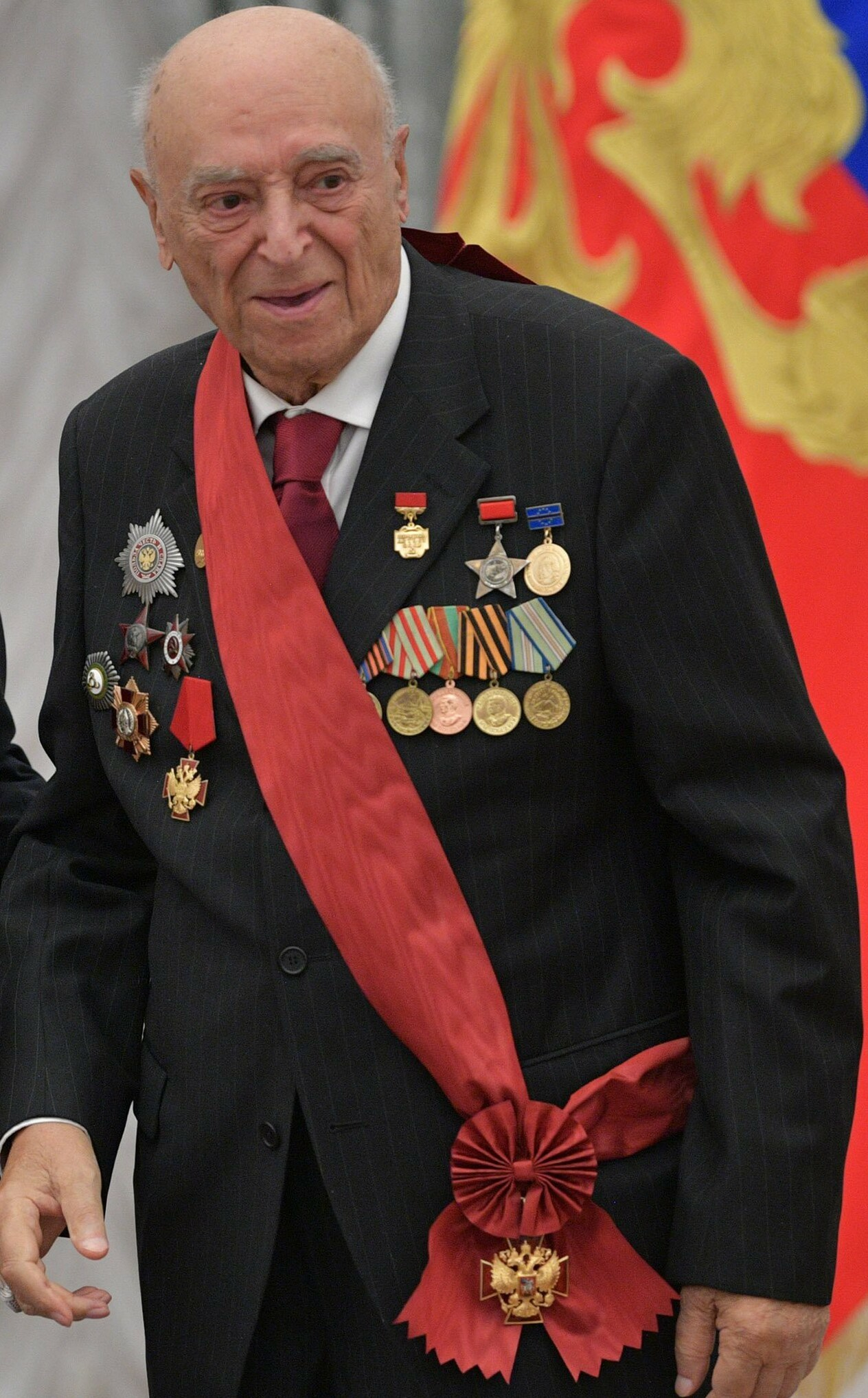
Vladimir Etouch en 2018.

- Artiste émérite de la RSFS de Russie - 1964
- Artiste du Peuple de la RSFS de Russie - 1971
- Artiste du peuple de l'URSS - 1984
- Ordre de la Guerre patriotique - 1985
- Turandot de cristal - 1994
- Ordre du Mérite pour la Patrie de 4e classe - 1995
- Prix d'État de la fédération de Russie - 2001
- Ordre du Mérite pour la Patrie de 3e classe - 2003
- Ordre du Mérite pour la Patrie de 2e classe - 2008
- Ordre d'Alexandre Nevski - 2013
- Masque d'or - 2017
- Ordre du Mérite pour la Patrie de 1er classe - 2018
- Médaille pour la Défense de Moscou
- Médaille pour la victoire sur l'Allemagne.